# Bryocyclops muscicola
Bryocyclops muscicola – gatunek widłonoga z rodziny Cyclopidae. Opisał go w 1926 roku R. Menzel, nadając mu nazwę Cyclops muscicola.